# François Bernadi
François Bernadi   (Cotlliure, 16 de febrer de 1922 - Perpinyà, 27 de juliol de 2022) fou un escriptor, pintor i escultor nord-català.

## Biografia
Pertanyia a una família de pescadors i vinyataires, professió que va practicar després d'haver estudiat a Brest, va combatre a la Segona Guerra Mundial com a tripulant del submarí L'Espadon i el 8 de novembre 1942 va participar en el desembarcament dels aliats a Toló. Després va ser dibuixant a Dépêche du Midi. En 1951 va decorar l'església de Santa Apol·lònia a Aurinh (Alta Garona), església de la que en serà responsable el 1996 de restaurar els frescos de Carlos Pradal.
Es va casar en 1953 amb Clotilde Pradal (1926-1975), filla de Gabriel Pradal Gómez i es va instal·lar a La Franqui on va escriure i il·lustrar el seu Rue du Soleil. El 1947 va guanyar el premi de pòster de la primera exposició de Perpinyà gràcies a un fresc actualment conservat a la sala de l'estació de Cotlliure.
Mentre treballava en la decoració de l'església de Preservila (1954), va contactar amb Albert Camus, qui va publicar a Gallimard la primavera de 1955 la seva primera novel·la, Rue du Soleil. El mateix any l'obra fou proposada al Prix du roman populiste. Robert Mallet el recull en la RTF en el seu programa Belles Lettres. A la primavera de 1959, una de les novel·les de Rue du Soleil, La boîte de carton és traduïda a l'anglès i és publicada a les Nouvelles françaises (19e-20e siècle) dirigida per Marie-Louise Michaud Hall. Bernadi es troba així al costat de d'Honoré de Balzac, Prosper Mérimée, Alphonse Daudet, Guy de Maupassant, André Maurois, Jean Giraudoux, Julien Green, Jacques Perret, Marcel Aymé, Hervé Bazin, Albert Camus i Félicien Marceau.
Instal·lat a Tolosa de Llenguadoc, treballa en la decoració de la cúpula de l'església de Sent Pau de Dacs danyada per un incendi, realitza les taules per al refectori del seminari i talla un Crist. La Chalossa l'inspira per la seva nova obra. Le Vin de lune serà publicada per Gallimard el segon trimestre de 1957.
En 1959 Le Vin de lune és publicada en alemany sota el títol Mond Wein així com Rue du Soleil, amb el títol Taïo.
Després d'algunes correccions de Jacques Lemarchand, L'Œil de mer surt en gener de 1962 publicada per Gallimard. Després de la mort de Camus, Bernadi viu essencialment de restauracions i decoracions d'esglésies. En 1956-1957 va ser mestre substitut de dibuix al col·legi Bellevue, després al lycée Raymond Nave a Tolosa. També va col·laborar com a dibuixant a La Dépêche du Midi i va produir alguns còmics (Marco Polo) i fulletons il·lustrats (Les aventures de Lazarillo de Tormes, Les Chevaliers de la Table Ronde etc.). Ja titular com a periodista-dibuixant l'1 d'agost de 1961, es va retirar el 1984 i va decidir reprendre la literatura en 1989.

## Literatura
- Rue du Soleil, novel·les, Gallimard, 1955, rééd. L'Olivier, 1997
- Le rabouilleur des mers, novel·la, La Dépêche Bleue, 1957
- Le Vin de lune, Gallimard, 1957, rééd. L'Olivier, 2006
- L'Œil de la mer, Gallimard, 1962, rééd. L'Olivier, 2012
- Matisse et Derain à Collioure, été 1905, Les Amis du Musée de Collioure, 1989
- Au temps des Mongols, L'Olivier, 1990
- Mes trois rencontres avec Albert Camus, a Rue du Soleil, L'Olivier, 2013

## Pintura
A més de les decoracions de les esglésies d'Aurinh i Preservila, també són les decoracions de Tarabèl i Montgiscard, així com les de la Capella de la Mare de Déu de Ròcavila a la mateixa comuna. Les seves pintures es conserven majoritàriament al Museu d'Art Modern de Cotlliure.
- Marchande d'œufs ou Saleuse d'anchois
- Quais de la Garonne, 1972
- Le 14 juillet de mon enfance, 2011

## Escultura
- Maternité (estatueta esculpida en un tros de roure)[18]
- Mère ou Vierge ? Mère et vierge Vegeu l'escultura